# Joni Eareckson Tada
Joni Eareckson Tada (Baltimore, Maryland, 1949. október 15. –) író, énekes, médiaszemélyiség, fogyatékosügyi aktivista.

## Élete
1967. július 30-án baleset következtében nyaktól lefelé megbénult. Rehabilitációja során elkezdett szájjal festeni, s ez segített neki úrrá lenni a kétségbeesésen, depresszión. 1976-ban megírta önéletrajzát: Joni. Második könyve: Egy lépéssel tovább címmel 1978-ban jelent meg.

## Tevékenysége
1979-ben megalapította a Joni és barátai nevű szervezetet, mely keresztény elkötelezettségből támogatja a sérülteket az egész világon. 2006-ban Kaliforniában megalakult a Joni és barátai Nemzetközi Fogyatékosügyi Központ. A Központ több projektet működtet: napi öt perces rádióműsor, a Wounded Warrior program segít visszailleszkedni a családba, a Wheels for the World program pedig kerekesszékeket juttat el a fejlődő országokba. 
2005-ben meghívták tanácsadónak a Külügyminisztérium fogyatékosügyi bizottságába.
Számos konferencián tartott beszédet, cikkei jelennek meg különböző folyóiratokban (Christianity Today, Today's Christian Woman, The War Cry (Üdvhadsereg)). 2009-ben aláírta a Manhatteni Nyilatkozatot, mely felszólítja a protestáns, katolikus és ortodox keresztényeket, hogy küzdjenek az abortuszt lehetővé tevő törvények megváltoztatásáért és más etikai kérdések keresztény erkölcs szerinti szabályozásáért.

## Díjak, kitüntetések
Számos díj és kitüntetés birtokosa és több amerikai egyetem díszdoktora.

## Művei
- 1976: Joni
- 1978: A Step Further
- 1986: Choices...Changes
- 1987: Friendship Unlimited: How You Can Help a Disabled Friend
- 1988: Secret Strength: For Those Who Search
- 1989: Glorious Intruder: God's Presence in Life's Chaos[8]
- 1990: A Christmas Longing
- 1990: Pursued
- 1991: Seeking God (Reflections)
- 1991: A Step Further: Growing Closer to God Through Hurt & Friendship
- 1992: All God's Children: Guide to Enabling the Disabled
- 1993: When Is It Right To Die?: Euthanasia on Trial
- 1993: Diamonds in the Dust
- 1995: The Life and Death Dilemma
- 1994: A Quiet Place in a Crazy World
- 1995: Heaven: Your Real Home
- 1996: Tell Me the Promises: A Family Covenant for Eternity[9]
- 1997: When God Weeps
- 1997: Tell Me the Truth: God's Eternal Truth for Families[10]
- 1997: Barrier Free Friendships
- 1998: More Precious Than Silver:366 Daily Devotional Readings
- 1998: I'll Be With You Always
- 1999: Holiness in Hidden Place
- 1999: Prayers from a Child's Heart
- 1999: Heaven: What Will It Be Like
- 1999: Acres of Hope: The Miraculous Story of One Family's Gift of Love to Children Without Hope
- 2001: Ordinary People, Extraordinary Faith
- 2001: NIV Encouragement Bible
- 2002: God's Precious Love
- 2002: God's Tender Care
- 2002: On the Wings of the West Wind
- 2003: The Hand That Paints The Sky: Delighting in the Creator's Canvas
- 2003: The God I Love: A Lifetime of Walking with Jesus
- 2003: Hymns for a Kid's Heart Vol. 1
- 2004: Hymns for a Kid's Heart Vol. 2
- 2004: Christmas Carols for a Kid's Heart (Hymns for a Kid's Heart Vol. 3)
- 2004: Passion Hymns for a Kid's Heart (Hymns for a Kid's Heart Vol. 4)
- 2005: 31 Days Toward Intimacy with God
- 2005: A Fathers Touch
- 2006: Pearls of Great Price
- 2006: How To Be A Christian in a Brave New World
- 2006: 31 Days to Overcoming Adversity
- 2007: 31 Days Toward Passionate Faith
- 2008: Hope...the Best of Things
- 2009: A Lifetime of Wisdom
- 2010: Life in the Balance
- 2010: Finding God in Hidden Places
- 2010: Place of Healing (A gyógyulás helye)
- 2013: Joni & Ken – An Untold Love Story
- 2014: "Beside Bethesda: 31 Days Toward Deeper Healing"

## Magyarul
- Joni Eareckson–Joe Musser: Joni; Evangéliumi, Stuttgart, 1979?
- Joni Eareckson–Joe Musser: Joni / Joni Eareckson–Steve Estes: Egy lépéssel tovább; ill. Joni; ford. Evangéliumi Kiadó; Szt. István Társulat, Bp., 1984
- Választások... változások; Magyarországi Szabadegyházak Tanácsa–Evangéliumi, Bp.–Stuttgart, 1988
- Joni Eareckson–Steve Estes: Egy lépéssel tovább; Evangéliumi, Stuttgart, 198?
- Élet és halál dilemmája. Súlyos betegek és családjuk döntése; ford. Mona Krisztina; Vigilia, Bp., 1996
- Igazságtalan szenvedés. Egy más nézőpontból; Evangéliumi, Bp., 2012
- Joni Eareckson Tada–Steve Estes: Amikor Isten könnyezik. A szenvedésben hordozó reménységről; Evangéliumi, Bp., 2012

## Diszkográfia
- 1981: Joni's Song
- 1982: Spirit Wings
- 1985: I've Got Wheels (with "Joni's Kids")
- 1990: Let God Be God
- 1994: Harps & Halos: Songs About Heaven
- 2001: Joni: An Unforgettable Story (hangoskönyv)

## Videók
- 1979: Joni (feature film)
- 1981: Reflections of His Love
- 1992: The Journey
- 2001: Heaven:Our Eternal Home
- 2007–09: Joni and Friends (TV series)
- 2009: The Terri Schiavo Story
- 2009: When Robin Prays